# Elkin Ruiz
Elkin Eduardo Ruiz Congo (Ecuador, 27 de mayo de 2006) es un futbolista ecuatoriano que juega de defensa en el Independiente del Valle de la Serie A de Ecuador.

## Selección nacional

### Categorías inferiores
El 5 de enero de 2025 se anunció su convocatoria para disputar el Campeonato Sudamericano Sub-20 en Venezuela.

#### Participaciones en Sudamericanos
| Campeonato                  | Sede      | Resultado    | Partidos | Goles |
| --------------------------- | --------- | ------------ | -------- | ----- |
| Sudamericano Sub-17 de 2023 | Ecuador   | Subcampeón   | 9        | 0     |
| Sudamericano Sub-20 de 2025 | Venezuela | Primera fase | 3        | 0     |

#### Participaciones en Copas del Mundo
| Campeonato                  | Sede      | Resultado        | Partidos | Goles |
| --------------------------- | --------- | ---------------- | -------- | ----- |
| Copa Mundial Sub-17 de 2023 | Indonesia | Octavos de final | 4        | 1     |

## Estadísticas

### Clubes
Actualizado al último partido disputado el 7 de abril de 2024.
| Club                              | Div.          | Temporada     | Liga  | Liga  | Liga   | Copas nacionales | Copas nacionales | Copas nacionales | Copas internacionales | Copas internacionales | Copas internacionales | Total | Total | Total  |
| Club                              | Div.          | Temporada     | Part. | Goles | Asist. | Part.            | Goles            | Asist.           | Part.                 | Goles                 | Asist.                | Part. | Goles | Asist. |
| --------------------------------- | ------------- | ------------- | ----- | ----- | ------ | ---------------- | ---------------- | ---------------- | --------------------- | --------------------- | --------------------- | ----- | ----- | ------ |
| Independiente del Valle · Ecuador | 1.ª           | 2023          | 1     | 0     | 0      | —                | —                | —                | 0                     | 0                     | 0                     | 1     | 0     | 0      |
| Independiente del Valle · Ecuador | 1.ª           | 2024          | 2     | 0     | 0      | 0                | 0                | 0                | 0                     | 0                     | 0                     | 2     | 0     | 0      |
| Independiente del Valle · Ecuador | Total club    | Total club    | 3     | 0     | 0      | 0                | 0                | 0                | 0                     | 0                     | 0                     | 3     | 0     | 0      |
| Total carrera                     | Total carrera | Total carrera | 3     | 0     | 0      | 0                | 0                | 0                | 0                     | 0                     | 0                     | 3     | 0     | 0      |